# TMEM215
TMEM215‏ (Transmembrane protein 215) هوَ بروتين يُشَفر بواسطة جين TMEM215 في الإنسان.